# Paul Scheerbart
Paul Karl Wilhelm Scheerbart, né le 8 janvier 1863 à Danzig en province de Prusse et mort le 15 octobre 1915  à Berlin, également connu sous le pseudonyme de Kuno Küfer, est un dessinateur, illustrateur, humoriste et écrivain allemand d'origine prussienne.
Il publia de la littérature fantastique et de la science-fiction.

## Biographie
Paul Scheerbart naît le 8 janvier 1863 à Danzig comme le dernier d'une fratrie de onze enfants. Sa mère meurt en février 1867. Son père, un charpentier, se remarie en 1869, mais meurt quelques années plus tard en 1873. En 1880, Paul Scheerbart commence des études de théologie et prend des cours de grec classique avec le ferme projet de devenir missionnaire. Cependant, Paul Scheerbart connaît beaucoup de difficultés et doit changer fréquemment d'école. Dans le même temps, il se forme en philosophie et en histoire de l'art. À partir de 1885, il gagne sa vie en rédigeant des articles sur l'art dans le Berlin Börsen Courier et finit par déménager à Berlin en 1887. Scheerbart change de domicile à plusieurs reprises. Il habite Munich, Vienne, Königsberg et Danzig. En 1887, sa  situation financière s'améliore, car il hérite d'une somme de 1 100 DM. Entre avril 1887 et août 1888, il écrit son roman Das Paradies. Die Heimat der Kunst (Le Paradis. La Patrie de l'art) et sa belle-mère lui prête la somme de 1 000 DM pour l'impression de l'ouvrage qui paraît en 1889. En 1890, Scheerbart travaille comme critique d'art pour le Berliner Tageblatt, puis pour le Danziger Courier, avant de rentrer à Berlin en octobre 1890.
En 1892, Scheerbart fonde avec quelques amis le Verlag deutscher Phantasten (Les éditions des fantaisistes allemands) qui publie deux de ses œuvres, puis s'effondre sous le poids de ses dettes. Les critiques spécialisées de l'époque considèrent ses œuvres avec un certain mépris et Paul Scheerbart ne jouit que d'un très faible soutien. Il commence dès lors à s'adonner à la boisson. Ne pouvant plus supporter les charges de son logement à Berlin, Scheerbart et sa femme Anna Sommer déménagent sur l'île de Rügen. L'écrivain décide ensuite d'écrire des romans plus populaires et publie, non sans difficultés, Die große Revolution. Ein Mondroman (La Grande Révolution. Un roman lunaire) aux éditions Insel-Verlag. Si l'ouvrage ne connaît pas un grand succès, il contribue cependant à la reconnaissance de son auteur dans certains milieux littéraires. Après une lecture de son recueil poétique Kater-Poesie (Poésie féline), le critique Maximilian Harden, de l'hebdomadaire Die Zukunft, compare Paul Scheerbart à Laurence Sterne ou Jean Paul Richter. En 1903, Paul Scheerbart et l'écrivain allemand Erich Mühsam souhaitent fonder un nouveau journal intitulé Das Vaterland (La Patrie) qui traiterait de tous les aspects de toutes les sociétés de toutes les étoiles du cosmos. Scheerbart et Mühsam trouvent bientôt un éditeur qui s'intéresse à leur projet de magazine antimilitariste. Cependant, Eißelt, l'éditeur intéressé, se rétracte quelques jours plus tard, après avoir racheté deux journaux destinés aux cercles militaires. En contrepartie, Eißelt publie un ouvrage de chacun des deux écrivains. Paul Scheerbart se lie ensuite d'amitié avec l'éditeur allemand Ernst Rowohlt qui apprécie beaucoup sa poésie. Mais son œuvre demeure trop révolutionnaire ou trop incompréhensible pour le grand public et, après sa mort, le 15 octobre 1915, ses écrits sombrent dans l'oubli.
Paul Scheerbart se considérait non seulement comme un écrivain, mais également comme un grand inventeur et un véritable visionnaire. L'écrivain publia ainsi une étude visionnaire sur le développement de la guerre aérienne et sur la dissolution de l'armée de terre et de la marine ainsi qu'un traité sur l'architecture de verre qui eut des répercussions jusque dans les réalisations architecturales d'Albert Speer deux décennies plus tard. À partir de 1907, Paul Scheerbart consacra toute son énergie et tout son argent à l'invention d'un perpetuum mobile par lequel il espérait faire fortune. L'écrivain documenta et illustra son travail sous la forme d'un journal technique publié en 1910 par Ernst Rowohlt, sincèrement convaincu de son génie. Pendant cette période, c'est sa femme Anna Sommer qui s'occupait du foyer. L'autorité dont faisait preuve Anna conduisit Paul Scheerbart à la surnommer « Bär » (Ourse) aussi bien dans ses lettres que dans certains de ses écrits.

## Œuvres

### Textes traduits en français
- « Perpetuum mobile », traduit de l'allemand par Odette Blavier, in Bizarre, Revue trimestrielle des éditions Jean-Jacques Pauvert, Nouvelle Série, no IX, juillet 1958.
- L'Architecture de verre, traduit de la l'allemand par Pierre Galissaire, précédé de « La sobriété "barbare" de Paul Scheerbart » par Daniel Payot, Circé, 1995,  (ISBN 978-2908024876).
- « L'Architecture de verre », dans Intouchable : l'idéal transparence – l'architecture de verre, Éditions Xavier Barral, 2006,  (ISBN 978-2915173130).
- L'Évolution du militarisme aérien et la dissolution des infanteries, forteresses et flottes européennes, traduit de l'allemand par Philippe Guilbert, éditions Nilsane, coll. « Arche de Noé », 2008,  (ISBN 978-1-84799-941-2).
- Lesabéndio, traduit de l'allemand par Raphaël Koenig, Vies parallèles, 2016.
- La Grande révolution, roman lunaire, traduit par Chloé Thomas, Othello, 2024.

### Titres originaux

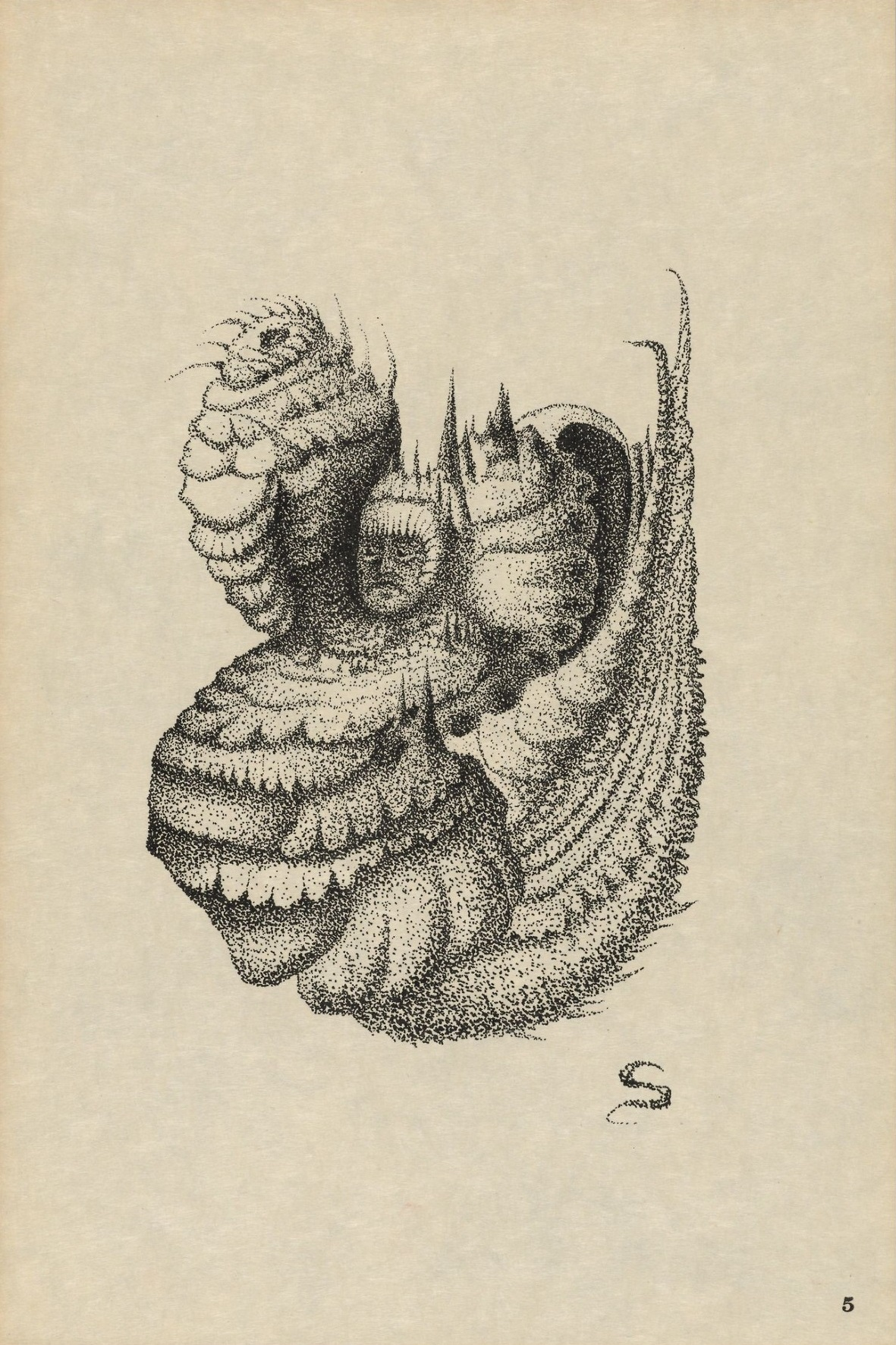
Illustration de Paul Scheerbart pour Jenseits-Galeri, 1907.

- 1889 : Das Paradies. Die Heimat der Kunst  (Le paradis, patrie des arts)
- 1893 : Ja... was... möchten wir nicht Alles!, ein Wunderfabelbuch
- 1897 : Ich liebe Dich!, ein Eisenbahn-Roman mit 66 Intermezzos (Je t'aime ! Un roman de chemin de fer avec 66 intermezzos)
- 1897 : Bagdads berühmte Köchin, arabischer Kulturroman (La célèbre cuisinière de Bagdad. Un roman culturel arabe)
- 1897 : Der Tod der Barmekiden, arabischer Haremsroman (La mort des Barméquides. Un roman de harem arabe)
- 1898 : Na prost!, fantastischer Königsroman (À votre santé. Un roman fantastique et royal)
- 1900 : Die wilde Jagd, ein Entwicklungsroman in acht anderen Geschichten (La chasse sauvage. Un roman évolutif en huit histoires différentes)
- 1901 : Rakkóx der Billionär, ein Protzenroman (Rakkox le milliardaire. Un roman plastronneur)
- 1901 : Die Seeschlange Ein See-Roman  (Le serpent de mer. Un roman marin)
- 1902 : Die große Revolution, ein Mondroman (La grande révolution. Un roman lunaire)
- 1902 : Immer mutig!, fantastischer Nilpferdroman (Courage ! Un roman fantastique d'hippopotames)
- 1902 : Liwûna und Kaidôh, Ein Seelenroman (Liwûna et Kaidôh. Une roman psychique)
- 1902 : Weltglanz, ein Sonnen-Märchen (Brillance du monde. Un conte solaire)
- 1903 : Kometentanz, astrale Pantomime in zwei Aufzügen (Danse des comètes. Un pantomime astral en deux actes)
- 1903 : Der Aufgang zur Sonne, Hausmärchen (L'ascension vers le soleil. Un conte domestique)
- 1904 : Der Kaiser von Utopia, ein Volksroman (L'empereur d'Utopia. Un roman populaire)
- 1904 : Machtspäße, arabische Novellen (Farces de pouvoir. Nouvelles arabes)
- 1904 : Revolutionäre Theater-Bibliothek, Sammlung von Theaterstücken (La bibliothèque théâtrale révolutionnaire. Recueil de pièces de théâtre)
- 1906 : Münchhausen und Clarissa, Berliner Roman (Münchhausen et Clarissa. Un roman berlinois)
- 1907 : Jenseits-Galeri (Galerie de l'au-delà)
- 1909 : Die Entwicklung des Luftmilitarismus und die Auflösung der europäischen Land-Heere, Festungen und Seeflotten (L'Évolution du militarisme aérien et la dissolution des infanteries, forteresses et flottes européennes)
- 1909 : Kater-Poesie, Gedichte (Poésie à la gueule de bois. Poèmes)
- 1910 : Das Perpetuum mobile, Die Geschichte einer Erfindung (Le mouvement perpétuel. L'histoire d'une invention)
- 1912 : Das große Licht, Ein Münchhausen-Brevier (La grande lumière. Un bréviaire de Münchhausen)
- 1912 : Flora Mohr, eine Glasblumen-Novelle (Flora Muhr. Une nouvelle de fleurs de verre)
- 1913 : Lesabéndio, ein Asteroiden-Roman (Lesabéndio. Un roman d'astéroïdes)
- 1914 : Das graue Tuch und zehn Prozent Weiß, ein Damenroman (Le foulard gris et les dix pour cent de blanc. Un roman pour dames)
- 1914 : Glasarchitektur (Architecture de verre)
- 1921 : Von Zimmer zu Zimmer, Briefe an seine Frau (De pièce en pièce. Lettres à sa femme)